# Antigono
Antigono és una òpera en tres actes composta per Niccolò Jommelli sobre un llibret italià de Pietro Metastasio. S'estrenà a Lucca el 1746.
Possiblement s'estrenà a Catalunya el 1753 al Teatre de la Santa Creu de Barcelona.